# Bánov (Uherské Hradiště)
Bánov é uma comuna checa localizada na região de Zlín, distrito de Uherské Hradiště.